# Corinthians AFC
Corinthians AFC is een voetbalclub uit Douglas, de hoofdstad van het eiland Man.

## Erelijst

### Competitie
- 2e divisie, kampioen in seizoenen: 1965-66, 1978–79, 1989–90

### Beker
- Hospital Cup: 1956-57, 1959–60
- Woods Cup: 1963-64, 1967–68, 1989–90, 2004–05
- Paul Henry Gold Cup: 2001-02

## Stadion
Het stadion van Corinthians AFC is het Nobles Park, in Douglas, de capaciteit van dit stadion is onbekend. Douglas Royal FC en Douglas and District FC gebruiken dit veld ook.

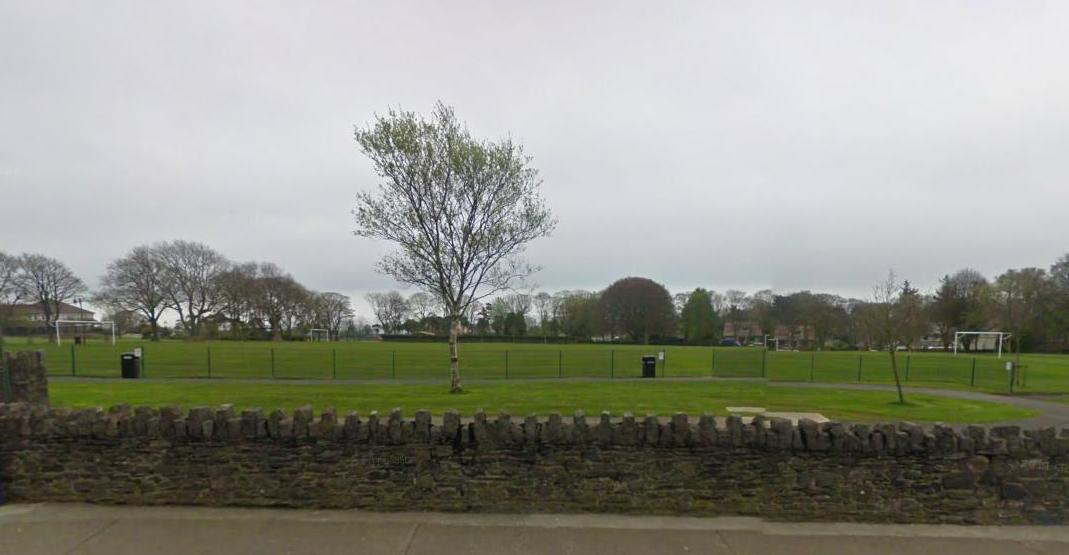
Het Nobles Park-veld.